# Castello di Montpoupon
Il castello di Montpoupon /mõpuˈpõ/ è stato eretto in una posizione piuttosto isolata, tra le valli dello Cher e dell'Indre. L'edificio era anticamente usato dai gentiluomini che si recavano a caccia. Ora è di proprietà privata e la visita è possibile solo con accompagnamento.